# Bergantes
Der Bergantes (katalanisch: riu Bergantes) ist ein linksseitiger Nebenfluss des Guadalope im Stromgebiet des Ebro im Nordosten Spaniens. Sein Einzugsgebiet ist verhältnismäßig klein. Im Winter führt der Fluss viel Wasser.

## Geografie

Einzugsgebiet des Bergantes

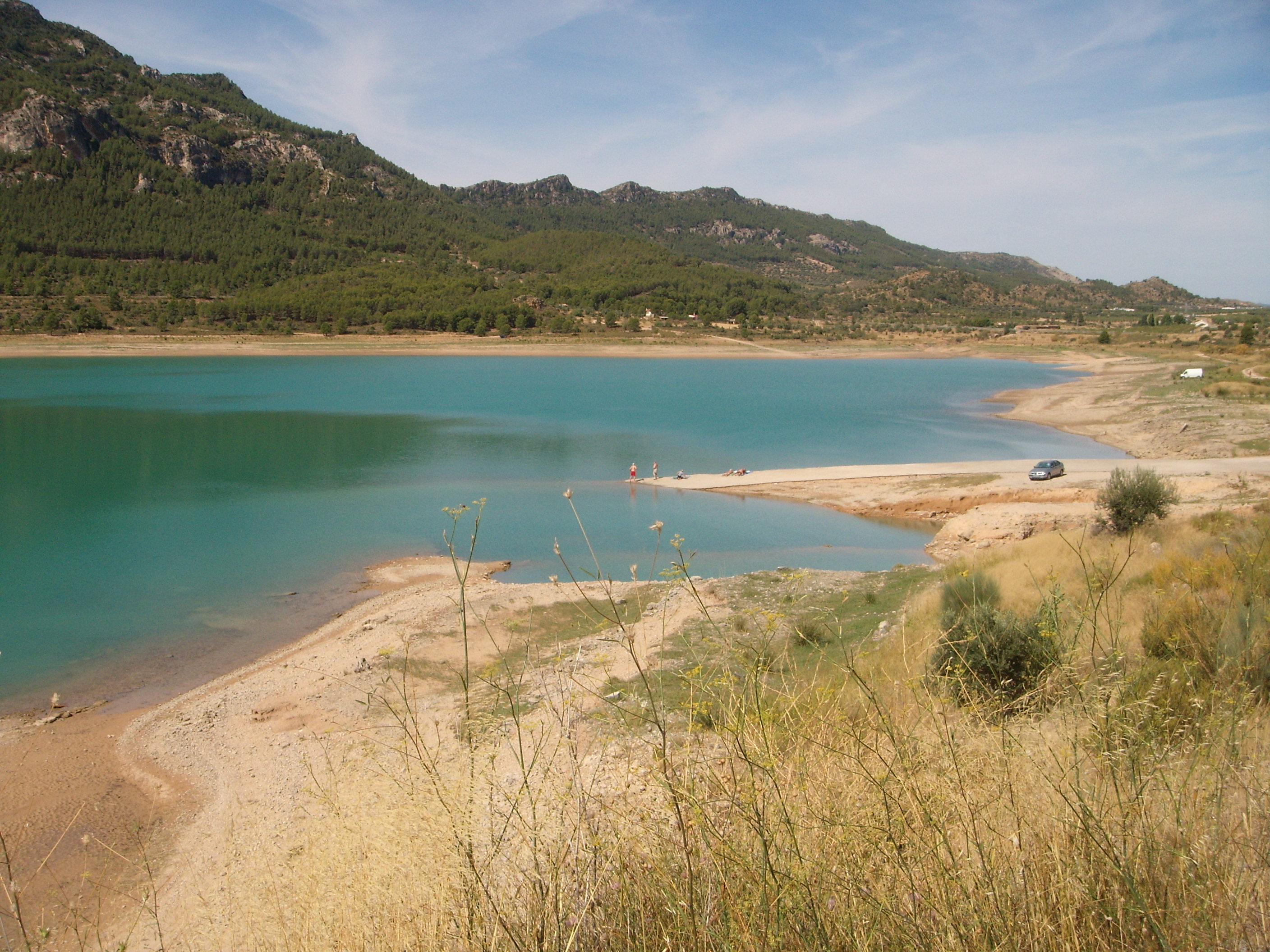
Der Stausee Embalse de Calanda

Der Río Bergantes entspringt rund 12,5 Kilometer südsüdöstlich von Morella in der Comarca Els Ports in der Provinz Castellón an den Hängen der Moles dels Fusters, verläuft dann an Morella vorbei, nimmt bei Forcalls den Río de Cantavieja und den Riu de Calders auf und verläuft weiter in nördlicher Richtung über Zorita del Maestrazgo, tritt sodann in die Provinz Teruel ein, fließt östlich in einigem Abstand an Aguaviva vorbei und mündet schließlich gemeinsam mit dem Guadalope in den Stausee Embalse de Calanda.

## Zuflüsse
Linke Zuflüsse sind der Río de Cantavieja, der in der Provinz Teruel entspringt, und der Riu de Calders.

## Fauna
Zur Fauna des Flusses gehören Bachforellen, Flusskrebse und Fischottern. Auch gibt es Vorkommen des Spanischen Rippenmolchs.

## Weblinks

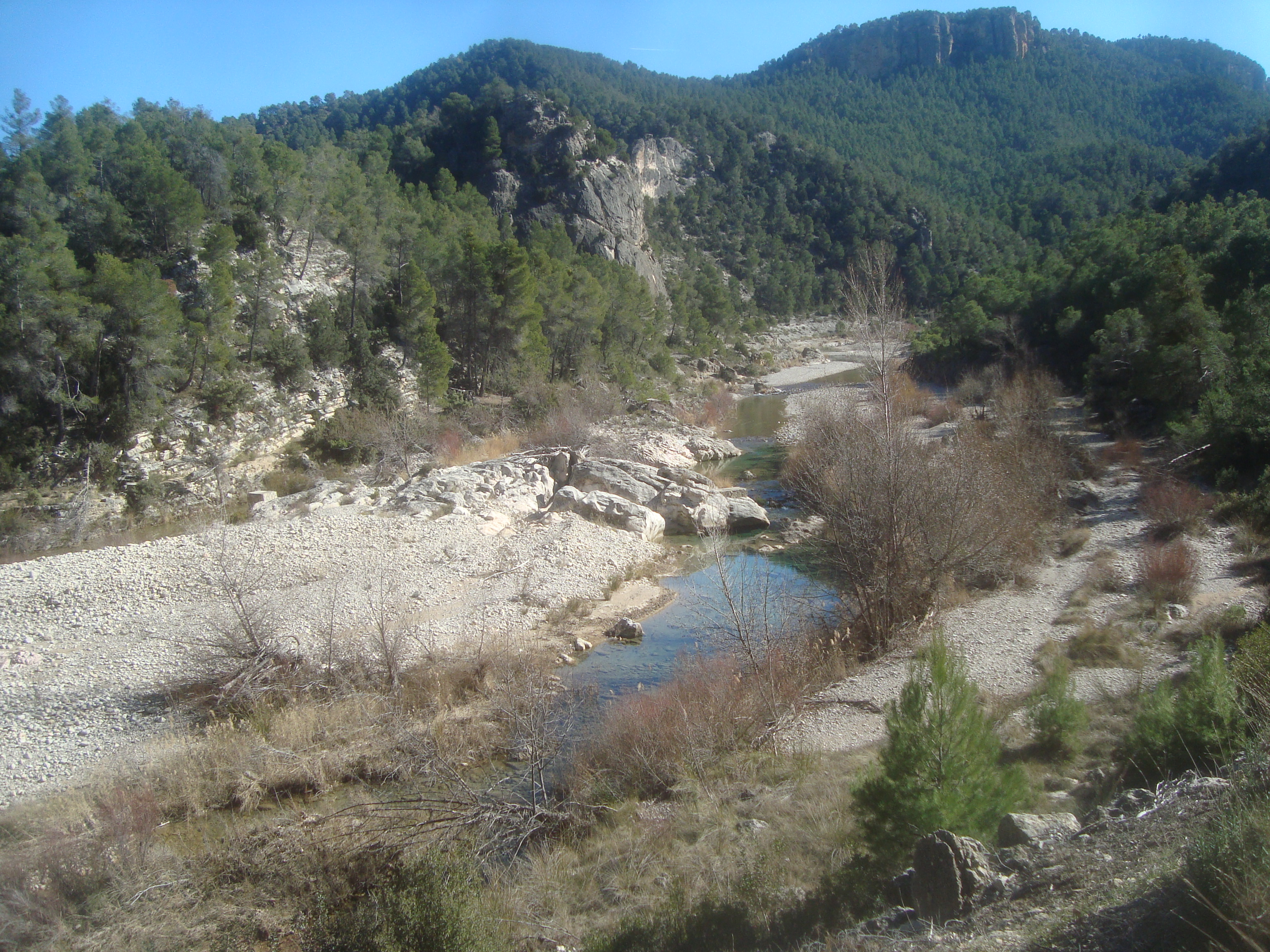
Der Bergantes

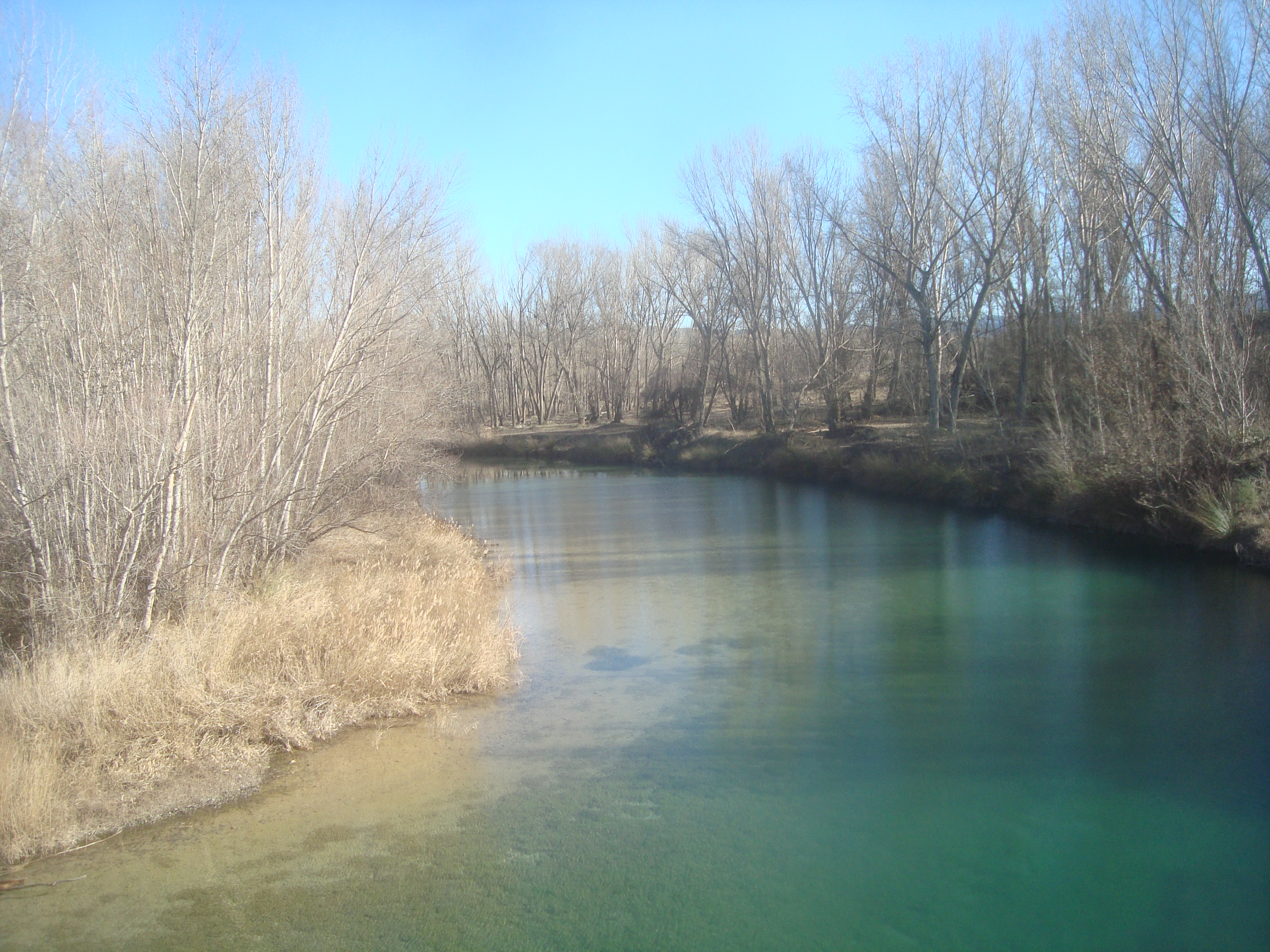
Der Bergantes